# Barom Reachea III
Barom Reachea III (1566 – 1600), còn được gọi là Ponhea An (tiếng Khmer: ពញាអន), là vua Campuchia cai trị ngắn gọn vào năm 1600.
Barom Reachea III là con trai út của Barom Reachea I. Ông đã kế vị người cháu trai Barom Reachea II vào năm 1600. Ông ta đã dập tắt cuộc nổi loạn của người Chăm, nhưng chẳng bao lâu, một cuộc nổi dậy khác do Kêv lãnh đạo đã nổ ra.
Barom Reachea III vẫn tìm kiếm sự giúp đỡ của quân Tây Ban Nha. Ông đã gửi một phái viên đến Manila và gửi một thông điệp tới thống đốc Malacca. Ông ta bị giết trong cùng một năm.